# Денмарк (Нью-Йорк)
Денмарк (англ. Denmark) — місто (англ. town) в США, в окрузі Льюїс штату Нью-Йорк. Населення — 2626 осіб (2020).

## Демографія
Згідно з переписом 2010 року, у місті мешкало 2860 осіб у 1040 домогосподарствах у складі 766 родин. Було 1209 помешкань
Расовий склад населення:
| - 96,8 % — білих - 0,7 % — чорних або афроамериканців - 0,5 % — азіатів - 0,3 % — корінних американців - 0,2 % — вихідців з тихоокеанських островів |

До двох чи більше рас належало 1,1 %. Частка іспаномовних становила 2,1 % від усіх жителів.
За віковим діапазоном населення розподілялося таким чином: 27,3 % — особи молодші 18 років, 60,6 % — особи у віці 18—64 років, 12,1 % — особи у віці 65 років та старші. Медіана віку мешканця становила 35,8 року. На 100 осіб жіночої статі у місті припадало 101,8 чоловіка;  на 100 жінок у віці від 18 років та старших — 100,8 чоловіка також старших 18 років.
Середній дохід на одне домашнє господарство  становив 71 022 долари США (медіана — 56 806), а середній дохід на одну сім'ю — 77 854 долари (медіана — 65 625). Медіана доходів становила 45 233 долари для чоловіків та 34 643 долари для жінок. За межею бідності перебувало 9,0 % осіб, у тому числі 12,3 % дітей у віці до 18 років та 2,2 % осіб у віці 65 років та старших.
Цивільне працевлаштоване населення становило 1289 осіб. Основні галузі зайнятості: освіта, охорона здоров'я та соціальна допомога — 19,6 %, роздрібна торгівля — 13,6 %, науковці, спеціалісти, менеджери — 11,0 %, публічна адміністрація — 9,9 %.